# Virus de la ferme royale
Orthoflavivirus royalense
Espèce
Synonymes
- Karshi virus[2]
- Royal Farm virus, ICTV, 1976

Orthoflavivirus royalense (anciennement Royal Farm virus, RFV) ou virus de la ferme royale, est une espèce d'arbovirus de la famille des Flaviviridae et du genre Orthoflavivirus. Ce sont des virus à ARN monocaténaire à polarité positive, ayant pour vecteur des tiques.
Il n'est généralement pas considéré comme préoccupant pour l'humain, les symptômes se limitant à de la fièvre. Toutefois on a relevé en Ouzbékistan des formes graves produisant des encéphalites et de grandes épidémies de fièvre.
Le cycle de transmission des membres du complexe M-TBFV (Mammalian Tick-borne flavivirus) implique des ixodidés (tiques) et des rongeurs. Les tiques contaminées avec le virus Royal Farm sont restées des vecteurs efficaces même lorsqu'elles ont été testées environ 8 ans après leur exposition initiale. De ce fait, ces tiques permettent de conserver le virus Royal Farm sur la durée.

## Pathogénicité
Plus de 38 espèces virales sont transmises par les tiques. Les relations entre le virus et la tique hôte sont très spécifiques et moins de 10 % de des espèces de tiques (Argasidae et Ixodidae) sont connues pour être porteuses d'arbovirus. Les virus transmis par les tiques appartiennent à six familles de virus différentes (Asfarviridae, Reoviridae, Rhabdoviridae, Orthomyxoviridae, Bunyaviridae, Flaviviridae). Les flavivirus transmis par les tiques sont parmi les virus les plus importants notamment en Europe et en Asie. La plupart de ces virus relèvent de la médecine vétérinaire mais l'encéphalite à tiques provoque chaque année entre 10 000 et 15 000 cas humains en Europe et en Asie.
Plusieurs autres flavivirus transmis par les tiques ne sont pas connus pour causer des maladies humaines ou animales et leur pathogénicité potentielle reste inconnue. Du fait des activités humaines et de leur impacts sur les écosystèmes ou le climat, les flavivirus transmis par les tiques pourraient présenter à l'avenir un risque de santé publique.

## Historique
Ce virus a été isolé par microscopie électronique et des tests sur des souris. Le virus de la ferme royale a une relation antigénique à sens unique avec le virus du Nil occidental. Une relation similaire avec le virus du Nil occidental a été démontrée chez le virus Usutu isolé chez Coquillettidia aurites en Ouganda. Cependant, il s'agit d'un type de relation inverse par rapport à celui entre les virus Royal Farm et West Nile. Il ne peut être exclu que le virus Royal Farm ait résulté d'une dérive antigénique à partir d'une population génétiquement isolée du virus du Nil occidental.

## Réplication
On a évalué l'aptitude de certaines espèces de moustiques et de tiques à transmettre les virus de la ferme royale et de Langat (en) (complexe du virus de l'encéphalite transmise par les tiques) en laboratoire. Il a été identifié de réplication du virus de la ferme royale chez les espèces de moustiques testées mais la réplication du virus a été observée chez trois espèces de tiques Ornithodoros testées. Lorsqu'elles sont infectées par le virus de la ferme royale, 90 % des tiques Ornithodoros (44/49) transmettent ce virus lors de morsures de souris allaitantes, et la transmission perdure au moins 1 an.

## Systématique
l'ICTV distinguait dès 1976 deux espèces dénommées Royal Farm virus et Karshi virus. Les deux formes ont été regroupées en 1999 dans l'espèce unique Royal Farm virus.